# Debout l'humanité !
Debout l’humanité ! (人間ども集まれ!, Ningen domo atsumare!) est un seinen manga créé par Osamu Tezuka et prépublié dans le magazine Weekly Manga Sunday de l'éditeur Jitsugyo no Nihon Sha entre janvier 1967 et juillet 1968. La version française a été éditée en un volume par FLBLB en avril 2011.

## Publication
Le manga fut réédité par Kōdansha dans la collection des Œuvres complètes de Tezuka en deux volumes reliés entre avril 1978 et mai 1978 puis au format bunko en un volume en mars 2010.

### Liste des volumes
| no | Japonais       | Japonais          | Français       | Français          |
| no | Date de sortie | ISBN              | Date de sortie | ISBN              |
| --- | -------------- | ----------------- | -------------- | ----------------- |
| 1 | 12 mars 2010   | 978-4-06-373748-6 | 30 avril 2011  | 978-2-35761-025-5 |
| Liste des chapitres : 1. Les expériences in vivo du docteur Clamp/Pour quelle raison Tenka Taihei a-t-il déserté et offert son sperme ? 2. Rencontre avec la guérillero/La destruction du laboratoire médical de l'armée 3. Course poursuite 4. Ainsi naquit le premier humain asexué et prit fin la guerre au Paipania 5. Akira Kizagami confie son ambitieux projet à Kurosumi Ôtomo 6. Catastrophe dans la hutte 7. La marche solennelle vers l'arène du pauvre et magnifique pays inconnu, le Taiheitengoku 8. La source de 260 milliards de fils 9. Pourquoi la patronne du bar Paipania assassina-t-elle Eijiro Kurotaki 10. La cible : le voyageur de 22h au départ d'Haneda 11. Hen Taijin, l'homme de Vientiane enrichi par le trafic d'asexués 12. Où l'on voit qu'il n'est de digue si puissante qu'un trou de fourmi ne puisse détruire 13. Ce qui se passa à Ogasawara le 1er avril |                |                   |                |                   |

### Édition japonaise
Kōdansha (Bunko)
1. 1 2  (ja) « Tome 1 ».

### Édition française
FLBLB
1. 1 2  (fr) « Tome 1 ».